# Plan B: Scheiß auf Plan A
Plan B: Scheiß auf Plan A ist eine Actionkomödie von den Regisseuren Ufuk Genç und Michael Popescu. Die deutsche Produktion entstand in enger Zusammenarbeit mit den Stuntleuten von Reel Deal aus Berlin. Der Film feierte seine Premiere am 14. Oktober 2016 im Òrbita-Wettbewerb des Sitges Film Festival und zeigt, wie vier Freunde, die zugleich erfolglose Actionstar-Wannabes diesseits von Hollywood sind, in ein haarsträubendes Abenteuer in der Berliner Unterwelt verwickelt werden.

## Handlung
Can, Cha, Phong und U-Gin sind vier Jungs aus Berlin, die von einer großen Karriere als Stuntleute träumen. Die Geschäfte laufen aber nicht besonders gut, und als sie zudem bei einem Casting die Adresse verwechseln, gerät Phong in die Hände von Ganoven, und die anderen werden dazu gezwungen, für die Gangster zu arbeiten. Nur wenn es ihnen gelingt, vier geheime Botschaften zu finden, die zusammen den Code für einen Safe ergeben und die vom Chef der Unterwelt in der ganzen Stadt versteckt wurden, können sie ihren Freund retten. Also machen die Jungs sich auf den Weg. Stück für Stück kommen sie dem Rätsel auf die Spur, müssen aber an jeder Station ihre ganzen Kampfeskünste einsetzen ...

## Produktion
Der frei finanzierte Film, der in Deutschland von 20th Century Fox in die deutschen Kinos gebracht wurde, entstand an verschiedenen Originalschauplätzen in und um Berlin. Alle Kampfszenen wurden vom Reel Deal Action Team umgesetzt.

### Festivals (Auswahl)
- 2016: Sitges Festival Internacional de Cinema Fantàstic de Catalunya (Section: Òrbita)
- 2017: Fantasia International Film Festival
- 2018: Taurus Award